# Pseudopałanka
Pseudopałanka (Pseudocheirus) – rodzaj ssaków z podrodziny pseudopałanek (Pseudocheirinae) w obrębie rodziny pseudopałankowatych (Pseudocheiridae).

## Rozmieszczenie geograficzne
Rodzaj obejmuje gatunki występujące endemicznie w Australii (włącznie z Tasmanią).

## Morfologia
Długość ciała 29–40 cm, długość ogona 29–41 cm; masa ciała 0,7–1,3 kg.

## Systematyka
Rodzaj zdefiniował w 1837 roku irlandzki przyrodnik William Ogilby w artykule poświęconym obserwacjom dotyczącym przeciwstawnej sile kciuka u niektórych ssaków, uważanej za cechę zoologiczną, oraz naturalnych pokrewieństw, które istnieją między torbaczami, opublikowanym w czasopiśmie Magazine of Natural History and journal of Zoology, Botany, Mineralogy, Geology and Meteorology. Ogilby wymienił dwa gatunki – Phalangista Cookii Desmarest, 1817 (= Didelphis peregrinus Boddaert, 1785) i Phalangista gliriformis Bell, 1829 (= Phalangista nana Desmarest, 1818) — nie wskazując gatunku typowego; gatunkiem typowym jest (późniejsze oznaczenia) Phalangista Cookii Desmarest, 1817 (= Didelphis peregrinus Boddaert, 1785) (pseudopałanka wędrowna).

### Etymologia
- Pseudocheirus (Pseudochirus): gr. ψευδος pseudos ‘fałszywy’; χειρ kheir, χειρος kheiros ‘dłoń’[11].
- Hepoona: Hepoona Boo tubylcza nazwa użyta przez Johna White’a w 1790 roku[12]. Gatunek typowy (oznaczenie monotypowe): Phalangista cookii Desmarest, 1818 (= Didelphis peregrinus Boddaert, 1785).
- Ptenos: gr. πτην ptēn,  πτηνος ptēnos ‘skrzydlaty’, od πετομαι petomai ‘latać’[13].

### Podział systematyczny
Do rodzaju należą następujące występujące współcześnie gatunki:
| Grafika | Gatunek                    | Autor i rok opisu | Nazwa zwyczajowa        | Podgatunki         | Rozmieszczenie geograficzne | Podstawowe wymiary                       | Status IUCN |
| ------- | -------------------------- | ----------------- | ----------------------- | ------------------ | --- | ---------------------------------------- | ----------- |
|         | Pseudocheirus occidentalis | O. Thomas, 1888   | pseudopałanka zachodnia | gatunek monotypowy | południowo-zachodnia Australia Zachodnia (wybrzeże na południe z Bunbury do Waychinicup National Park) | DC: 30–40 cm DO: 30–41 cm MC: 0,7–1,3 kg | CR          |
|         | Pseudocheirus peregrinus   | (Boddaert, 1785)  | pseudopałanka wędrowna  | 4 podgatunki       | wschodni Queensland, wschodnia Nowa Południowa Walia do skrajnie południowo-wschodniej Australii Południowej i Tasmania (włącznie z wyspą King, Wyspami Furneaux i wyspą Maria); introdukowany na Wyspę Kangura | DC: 29–35 cm DO: 29–36 cm MC: 0,8–1,1 kg | LC          |

Kategorie IUCN:  LC  – gatunek najmniejszej troski,  CR  – gatunek krytycznie zagrożony.
Opisano również gatunek wymarły z pliocenu Australii:
- Pseudocheirus marshalli Turnbull & Lundelius, 1970